# دورميشكانلو
دورميشكانلو هي قرية في مقاطعة خدا أفرين، إيران. عدد سكان هذه القرية هو 481 في سنة 2006.